# Carlos Andrés Rivas
Carlos Rivas (Carepa, Antioquia, 22 de agosto de 1991) es un futbolista colombiano.

## Clubes
| Club                   | País     | Año               |
| ---------------------- | -------- | ----------------- |
| Envigado F. C.         | Colombia | 2011 - 2012       |
| Valledupar F. C.       | Colombia | 2013              |
| Independiente Medellín | Colombia | 2013              |
| Valledupar F. C.       | Colombia | 2014              |
| Patriotas Boyacá       | Colombia | 2014 - 2015       |
| Santa Fe               | Colombia | 2016              |
| América de Cali        | Colombia | 2016              |
| Jaguares de Córdoba    | Colombia | 2017              |
| Correcaminos UAT       | México   | 2017 - 2018       |
| Llaneros               | Colombia | 2019              |
| Patriotas Boyacá       | Colombia | 2019 - 2020       |
| Llaneros               | Colombia | 2020              |
| Valledupar F. C.       | Colombia | 2021              |
| Al-Yarmouk SC          | Kuwait   | 2021 - actualidad |